# 艾哈迈德·沙拉
艾哈邁德·侯賽因·沙拉（羅馬化：ʾAḥmad Ḥusayn al-Sharaʿ；1982年10月29日—），战时化名阿布·穆罕穆德·朱拉尼，是敘利亞政治和軍事人物，現任敘利亞總統。其生於沙特阿拉伯，曾任沙姆解放组织总司令。
於十三年內戰期間，沙姆解放组织及其前身長期掌控伊德利卜地區，於其治下成为內戰烽火中相對穩定及全國发展最快的地区。然而，夏拉政权偏離伊斯蘭主義采取西化政策並打壓宗教保守勢力，引起基本教義派不满并在2024年4月的经济衰退中引发抗议。其以沙姆解放组织總司令身份主導2024年敘利亞反對派攻勢，於推翻阿萨德政权的过程中扮演關鍵角色。
夏拉的政治立場近年漸趨溫和，表明他沒有對西方國家發動戰爭的意圖，並發誓要保護敘利亞國內的少數族裔。在大馬士革陷落後的勝利演講中，夏拉譴責伊朗是宗派主義和腐敗的根源，並將這次勝利視為該地區歷史轉折點的新篇章。

## 早年

### 家世
艾哈迈德·沙拉之父侯赛因出身敘利亞戈蘭高地一個大地主家庭，家族擁有鎮上大部分土地；其祖父及叔伯均有參與反抗法國殖民運動的家族傳統，但其父系家族於1967年六日战争因以色列入侵佔領而流散各地，家道中落。侯赛因亦繼承家族傳統，青年時即投身納賽爾主義的阿拉伯民族主义社運。1961年和1963年政變後敘利亞復興黨奪權执政，阿拉伯聯合共和國解体，侯賽因隨納塞爾主義團體上街示威抗議，因此遭復興黨政府逮捕入獄；1971年成功逃獄後赴伊拉克就讀巴格達大學經濟學系，就學期間曾赴约旦与巴解敢死隊交流。畢業後闖關返回復興黨治下的祖國，甫入境即再被逮捕入獄。獲釋後赴沙特阿拉伯寻求政治庇护，其後定居首都利雅得並於石油企業內擔任工程師，工餘時醉心寫作並出版大量有关区域经济发展的书籍，尤其关注自然资源及其对教育、农业和军事发展的潜在贡献。
其母同為戈蘭高地出身，為地理教師，亦因以色列入侵而流亡沙特阿拉伯，並於當地結識其父。

### 少年时期
艾哈邁德·夏拉1982年於其父流亡利雅德期間出生，7歲時（1989年）其父回流祖國並轉行從事地產生意，全家定居大马士革中產區梅泽赫。
根据为其撰写了最权威传记的胡萨姆·贾兹马提（Hussam Jazmati）的说法，同学们都记得夏拉是一个好学但不引人注目的男孩，戴着极厚的眼镜避免受人注意。在他的青年时期，人们形容他“聪明机智”但“社交内向”，并因与一名阿拉维派女孩的恋情而闻名，但双方家庭都拒绝了他。在伊拉克被联军入侵（2003年）前，他一直留在大马士革大学学习媒体研究。

## 基地组织成员

### 伊拉克战争
根据2021年接受《前线》采访时，夏拉表示，2000年，当时他17到18岁时，他因巴勒斯坦第二次起义而变得激进。他开始思考如何履行自己的职责，保护那些饱受占领者和侵略者压迫的人民。
夏拉受九一一袭击事件鼓舞，在2003年伊拉克战争爆发前几周，21岁的他乘公共汽车从大马士革前往巴格达，并在那里迅速晋升为伊拉克基地组织的成员。《以色列时报》声称，夏拉是基地组织头目阿布·穆萨布·扎卡维的亲密盟友。
然而，在2021年接受《前线》采访时，夏拉否认曾见过扎卡维，并声称他只是伊拉克基地组织下抵抗美国占领的一名普通步兵。2006年伊拉克内战爆发前，夏拉被美军逮捕，并在阿布格莱布监狱、布卡营、克罗珀营和塔吉监狱等多个监狱服刑五年多。

## 叙利亚内战

### “努斯拉阵线”的建立
2011年敘利亞革命爆发，夏拉出狱后，带着大量资金进入叙利亚，并承担起扩大基地组织影响力的使命。尽管夏拉与伊拉克基地组织领导层关系紧张，他仍与阿布·贝克尔·巴格达迪达成协议，建立基地组织的叙利亚分支机构“努斯拉阵线”。该组织与伊拉克伊斯兰国保持联盟直至 2013 年，夏拉和巴格达迪达成协议，通过基地组织埃米爾艾曼·扎瓦希里的调解解决争端。随着时间的推移，夏拉开始疏远跨国圣战意识形态，越来越多地将他的派系置于叙利亚民族主义斗争的背景之下。
伊拉克伊斯兰国最初向夏拉提供战士、武器和资金，以建立基地组织在叙利亚的分支机构。出狱后，夏拉与伊拉克伊斯兰国叛乱分子领导人一起实施了这些计划。
2012年1月，夏拉正式被宣布为“努斯拉阵线”的“总埃米尔”。同年12月，美国国务院将“努斯拉阵线”指定为恐怖组织，认定其为伊拉克基地组织（又称伊拉克伊斯兰国）的别名。在夏拉的领导下，“努斯拉阵线”成为叙利亚最强大的武装组织之一。

### 与伊斯兰国的冲突
2013年4月，夏拉拒绝了巴格达迪提出的将“努斯拉阵线”并入ISI、更名为“伊拉克和黎凡特伊斯兰国”（ISIL）的企图，从而一举成名。拟议的合并将消除“努斯拉阵线”的自主权，将其所有领导人、决策和行动置于巴格达迪的直接控制之下。为了维护“努斯拉阵线”的独立，夏拉直接向基地组织领导人艾曼·扎瓦希里宣誓效忠，而扎瓦希里也支持夏拉的独立努力。
尽管“努斯拉阵线”此前曾因效忠伊拉克伊斯兰国而与基地组织有联系，但这一新承诺完全绕过了伊拉克伊斯兰国情报局，使“努斯拉阵线”成为了基地组织的叙利亚官方分支。尽管巴格达迪本人已宣誓效忠扎瓦希里，但他拒绝了这一裁决，并继续进行合并，导致“努斯拉阵线”与伊斯兰国因叙利亚领土发生武装冲突。

### 重建「努斯拉陣線」
2015年5月下旬，叙利亚内战期间，夏拉在接受卡塔尔新闻广播公司半岛电视台艾哈迈德·曼苏尔的采访时，遮住自己的脸。他把日内瓦和会形容为一场闹剧，并声称西方支持的“叙利亚全国联盟”并不代表叙利亚人民，在叙利亚没有任何真实存在。夏拉称，“努斯拉阵线”没有袭击西方目标的计划，其首要任务是打击叙利亚阿萨德政府、真主党和“伊拉克和黎凡特伊斯兰国” 。夏拉曾说过：“努斯拉阵线没有任何针对西方的计划或指示。我们接到了扎瓦希里的明确命令，不要利用叙利亚作为攻击美国或欧洲的跳板，以免破坏针对叙利亚政权的真正使命。也许基地组织会这么做，但不会在这里的叙利亚。一边是阿萨德军队在与我们作战，另一边是真主党，第三条战线是伊斯兰国。这都是出于他们共同的利益。”
当被问及“努斯拉阵线”对战后叙利亚的计划时，夏拉表示，战争结束后，在考虑“建立伊斯兰国家”之前，我们会征求该国所有派别的意见。他还提到，尽管叙利亚的阿拉维派少数民族支持阿萨德政权，但“努斯拉阵线”不会将该阵线作为目标。 “我们的战争不是对阿拉维派的报复，尽管在伊斯兰教中，阿拉维派被视为异教徒”。然而，对这次采访的评论指出，夏拉还补充说，只要阿拉维派放弃与伊斯兰教相抵触的信仰元素，他们就不会受到干扰。
2015年10月，俄罗斯干预叙利亚内战促使夏拉呼吁增加对阿萨德的阿拉维派据点的攻击，以报复俄罗斯对逊尼派地区的空袭。夏拉还呼吁前苏联穆斯林袭击俄罗斯平民。

### 征服沙姆阵线
2016年7月28日，夏拉在一份录音信息中宣布，“努斯拉阵线”将更名为征服沙姆陣線。夏拉在声明中宣称，更名后的组织“不隶属于任何外部实体”。虽然一些分析人士将此解读为与基地组织的决裂，但夏拉并未明确提及该组织，也未放弃效忠艾曼·扎瓦希里。

## 沙姆解放组织首领

### 治理伊德利卜
2017年1月28日，夏拉宣布解散征服沙姆陣線并将其合并到更大的叙利亚伊斯兰组织沙姆解放組織（“黎凡特解放大会”）。美国政府很快拒绝了这一更名，美国驻叙利亚大使馆表示，“沙姆解放組織的核心是努斯拉，一个指定的恐怖组织。无论它使用什么名称或合并哪些团体，这一指定都适用。”美国大使馆将沙姆解放組織的成立描述为试图“劫持叙利亚革命”，而不是走向温和。
尽管持这种立场，但在沙姆解放组织的领导下，该组织优先打击基地组织和伊斯兰国，以努力提高其在西方国家中的地位。沙姆解放组织成功击败了其领土内的伊斯兰国、基地组织和大多数反对力量，控制了伊德利卜省的大部分地区，并通过与沙姆解放组织结盟的叙利亚救国政府对这些地区进行管理。
2020年中，夏拉增加了在伊德利卜的公开露面，以争取民众支持。在此期间，沙姆解放组织附属媒体大幅扩大了产出范围，利用社交媒体每天发布多个视频，展示治理活动、农村地区的税收分配、前线行动以及夏拉与当地民兵组织的会议。
在夏拉的领导下，伊德利卜经历了长足的发展，尽管是叙利亚历史上最贫穷的省份，但在夏拉治理下成为叙利亚发展最快的地区。该地区拥有新的豪华购物中心、住宅区、一所拥有 18,000 名学生的大学，及24小时电力供应。然而，他的政府因其税收政策而受到批评，包括对来自土耳其的商品征收关税和对走私货物征收检查站费用，以及土耳其里拉（该地区的主要货币）贬值对经济造成的影响。
2024 年 3 月，伊德利卜省爆发了反对夏拉统治的大规模抗议活动，示威者高呼“ Isqat al-Jolani ”（打倒朱拉尼(夏拉)）的口号，让人想起早先反对阿萨德政权的抗议活动。一个多月以来，数百甚至数千名抗议者在伊德利卜的各个城镇游行。抗议活动是由多种因素引发的，包括对暴力行为的指控（据报道数千名批评者被关进监狱）以及与高税收有关的经济不满。
为了应对骚乱，夏拉做出了一些让步，包括释放数百名在去年夏季安全行动中被拘留的人，例如组织前副手阿布·玛丽亚·卡塔尼。他还承诺举行地方选举并增加流离失所者的就业机会，但亦警告抗议者不要采取背叛行为。
土耳其此前曾通过将该省接入其电网并允许建筑材料自由进入来帮助该省稳定，但夏拉日益扩大的影响力亦使安卡拉感到担忧。作为回应，它减少与伊德利卜边境的贸易，影响了沙姆解放组织的收入。据报道，夏拉曾两次试图接管叙利亚北部其他土耳其控制的地区。

## 推翻阿萨德

### 部队推进
2024年11月下旬，夏拉率领沙姆解放组织对亲阿萨德的叙利亚阿拉伯军队发动了“遏制侵略”攻势。 
2024年12月1日，《一周周刊》报道了阿拉伯媒体和社交媒体上流传的未经证实的说法，称夏拉在俄罗斯空袭中丧生。2024年12月4日，夏拉的军队攻占了阿勒颇城堡，随后他视察了该城堡，这一说法被推翻。
在攻占阿勒颇期间，夏拉指示他的部队不要“吓唬孩子”，沙姆解放组织频道播放了该市基督徒继续正常活动的画面。大主教阿夫拉姆·马鲁伊 (Afram Ma'lui) 表示，服务不会受到控制权变更的影响。在政权部队被驱逐出该市后，夏拉宣称“多元化是一种力量”。沙姆解放组织迅速成立了行政机构来恢复基本服务，包括垃圾收集、电力和供水。该组织的天课总委员会开始分发紧急面包供应，而其谷物贸易和加工总组织则向当地面包店提供燃料。据发展和人道主义事务部报告，他们在“我们一起回归”活动中发放了65,000条面包。
12月6日，在接受美国有线电视新闻网面对面采访时，夏拉宣称，此次攻势的目标是推翻阿萨德的权力。他使用自己的真名艾哈邁德·夏拉（Ahmed al-Sharaa），明确承诺要保护少数群体。国际危机组织的达琳·哈利法称，夏拉曾考虑解散哈姆迪政权，以加强文职和军事治理结构。他还表示愿意协助叙利亚难民返回家园。 
12月8日，叙利亚总理穆罕默德·加齐·贾拉利宣布，在阿萨德离开大马士革后，叙利亚政府将向新当选的政府移交权力。夏拉进一步宣布，贾拉利将“监督国家机构，直至移交权力”。贾拉利后来向阿拉伯电视台透露，夏拉在宣布移交决定之前曾与他联系。

## 治理叙利亚
2024年12月8日，時任叙利亚总理贾拉利宣布阿萨德已离开大马士革，叙利亚前政府将向反对派移交权力，而他将“监督国家机构，直至移交权力为止”。贾拉利后来向阿拉伯电视台指出，沙拉在宣布讨论移交事宜之前曾与他本人联系。同日，沙拉在大马士革伍麦叶清真寺发表演讲，称阿萨德政权的垮台是“该地区历史的新篇章”，并谴责伊朗把叙利亚当作“野心的游乐场”，输出宗派主义和腐败。 12月9日，沙姆解放组织发布事实上的政府首脑穆罕默德·巴希尔的影片。12月12日，沙拉会见土耳其官员，为土耳其外交代表团自阿萨德政权被推翻后第一次与沙拉会面。
12月20日，在与美国驻敘外交官会晤后，美国决定撤销此前为逮捕沙拉所设的1000万美元悬赏。
12月24日，沙拉宣布解散包括土耳其支持的叙利亚国民军在内多个反对派别，将其合并至临时政府国防部。库尔德人领导的叙利亚民主力量因与叙利亚东北部土耳其支持的叛军持续发生冲突，被排除在这次合并外。沙拉政府意图透过重组执法及安全部队，建立新国家机构。针对阿萨德政权倒台后，全国几近无政府状态所致的报复性杀戮和拦路抢劫事件，政府设立前政权士兵处理中心，并招募警察以重建秩序。
12月29日，沙拉在接受阿拉伯卫星电视台采访时表示未来将耗时两到三年起草叙利亚新宪法，预计在4年后举行全国大选。
2025年1月3日，德国外交部长安娜莱娜·贝尔博克和法国外交部长让-诺埃尔·巴罗与沙拉会晤，成为自阿萨德政权倒台以来首批前往大马士革欧盟成员国高级外交官，他們在會晤時讨论欧洲与叙利亚之间新的政治關係。
沙拉在接受叙利亚电视新闻频道关于以色列对叙利亚的空袭采访时表示，以色列在阿萨德政权垮台后不再拥有攻击叙利亚领土的任何借口。他声明确保安全的唯一途径是“外交解决方案”，而非“不合理的军事冒险”。沙拉向记者承诺，叙利亚新政府会继续遵守1974年赎罪日战争后叙以双方签订的《部隊脫離接觸協議》 。
1月29日，艾哈迈德·沙拉在過渡政府召開的敘利亞革命勝利會議中獲任命為過渡階段的敘利亞总统。

## 外部采访
2021年6月1日，前线发布了一部纪录片《圣战者》，该片在持续的叙利亚内战背景下调查了夏拉的过去。 回顾自己过去与基地组织的关系，朱拉尼在采访中评论道：
“我们需要考虑该地区的历史，以及这片土地与过去二三十年间所经历的一切……我们谈论的是一个曾由暴君透过铁腕手段及其安全机构统治的地区。与此同时，该地区正被无数冲突和战争包围……我们不能断章取义这段历史，只说某某加入基地组织。没错成千上万的人加入了基地组织，但我们需要问一问这些人加入基地组织的原因是什么？这才是真正的问题。二战后美国对该地区的政策应否为驱使人们加入基地组织负上部分责任？欧洲在该地区的政策是否镇压那些同情巴勒斯坦抵抗事业的人或“犹太复国主义政权”对待巴勒斯坦人的方式负责任？……谁要为那些不得不忍受在伊拉克或阿富汗所发生的事情，所致破碎和被压迫的人民负责，难道是他们自己吗……？……我们在过去时代有与基地组织合作，但这段合作关系早已结束，我们即使在与其合作时也反对攻击西方，从叙利亚向欧洲或美国人民发动袭击完全违反我们的一贯政策。这（对西方的袭击）根本不在我们的考虑范围内，我们根本没有这么做。” 